# アンドリエス・ボト
アンドリエス・ボト（Andries Both、1612年か1813年生まれ、1642年3月23日没）はオランダの画家。ローマやその近郊の農民の生活を描いた風俗画を描き、風俗画でローマで人気になったオランダ出身の画家、ピーテル・ファン・ラール(通称、バンボッチオ)の影響を受けた画家たち、「バンボッチャンティ」（Bamboccianti）の一人とされる。

## 略歴
ユトレヒトで生まれた。兄第に風景画家になったヤン・ボト(Jan Both: 1610/1618–1652)がいる。工芸家の父親から学んだ後、ユトレヒトの画家、アブラハム・ブルーマールトのもとで修行した。アンドリエス・ボトは1632年か1633年にイタリアに向けて出発し、ヴェネツィアに滞在したとされ、1636年までにはローマに移って活動を始め、兄弟のヤン・ボトはアンドリエスと一緒にイタリアに移ったか別々であったかは不明であるが、1638年にはローマで合流して、2人はローマで働くオランダやフランドル出身の画家達のグループ、「Bentvueghels」のメンバーとなった 。アンドリエス・ボトははじめユトレヒト出身のJan van Causterenという画家とスタジオを共有し、後にヤン・ボトとスタジオを共有した。アンドリエス・ボトに影響を与えたとされるピーテル・ファン・ラールはローマで1625年頃から1639年の間、活動し、その風俗画は人気を得ていた。
ポト兄弟は1641年まで、ローマで活動した後、オランダに戻るためにローマを離れた。アンドリエス・ボトは帰郷の途中、ヴェネツィアの祭りを見物した後、運河に落ちて、溺死した。亡くなった時の年齢は30歳ほどであった。
農民など下層の階級の日常を描く風俗画でおもに知られている。

## 作品

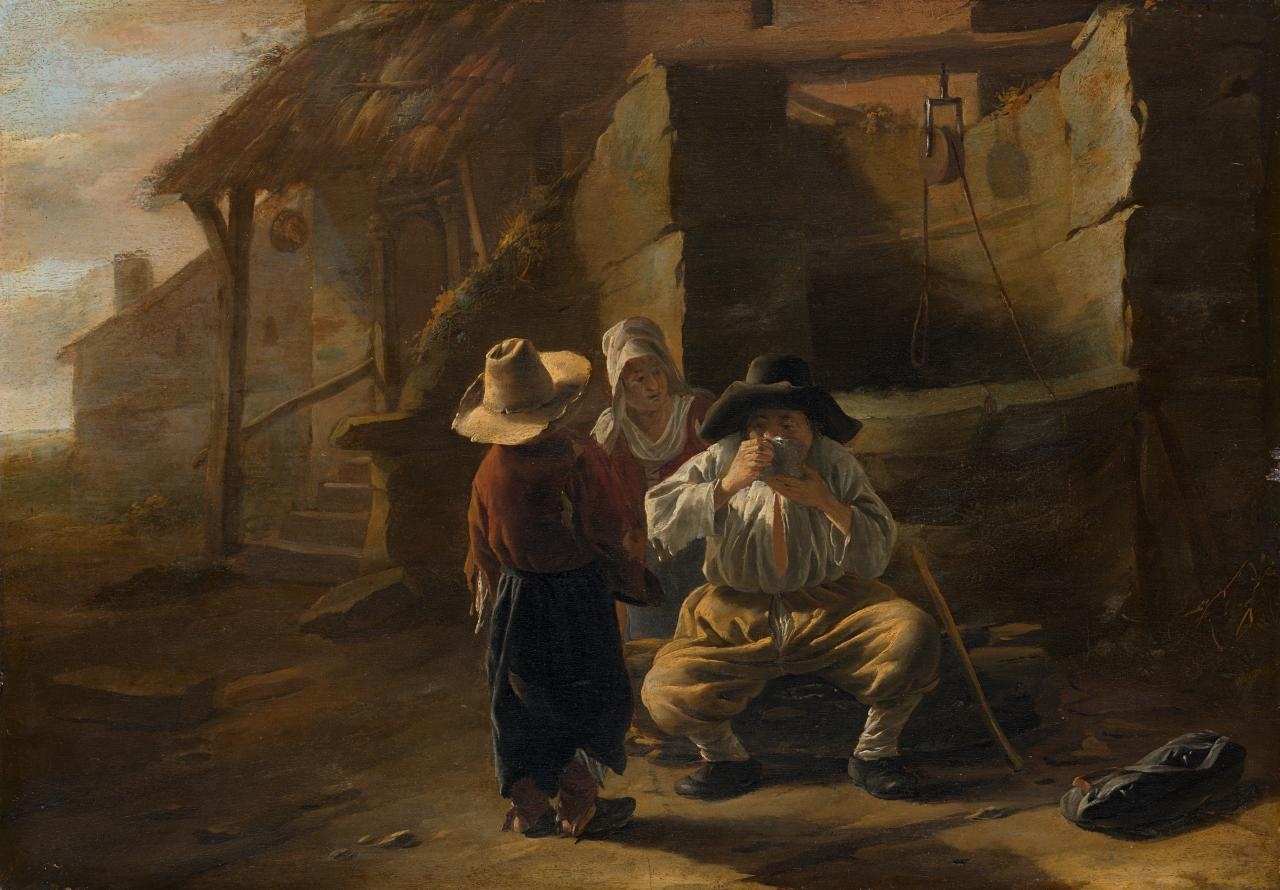
井戸の近くの旅人(1635/1641)
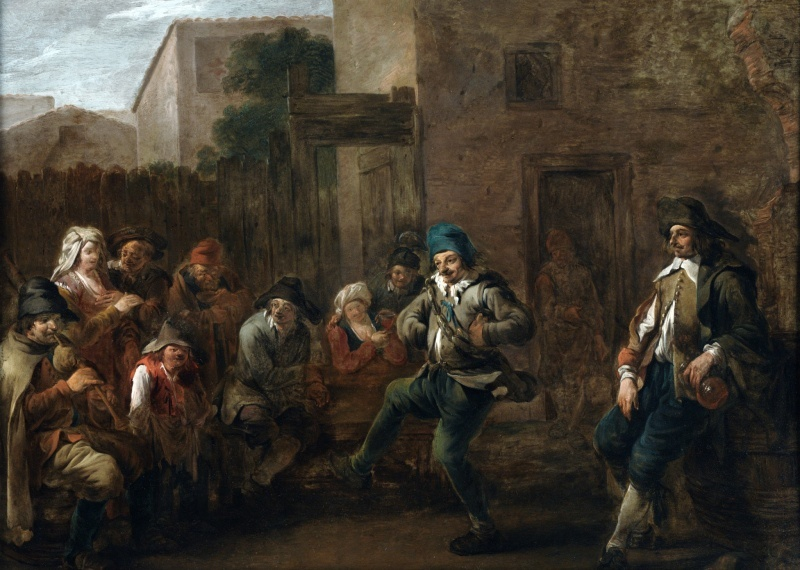
ホーンパイプの演奏
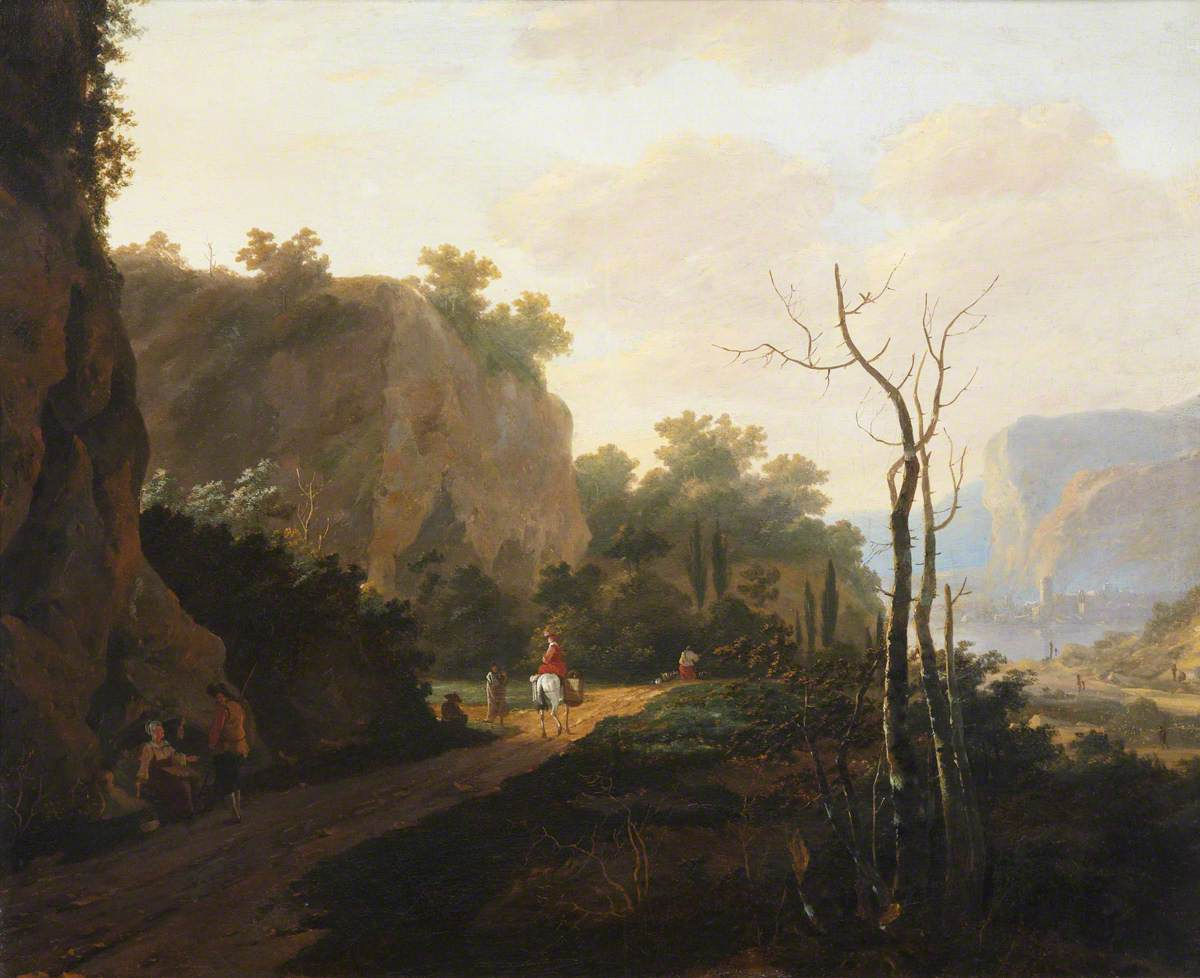
風景画
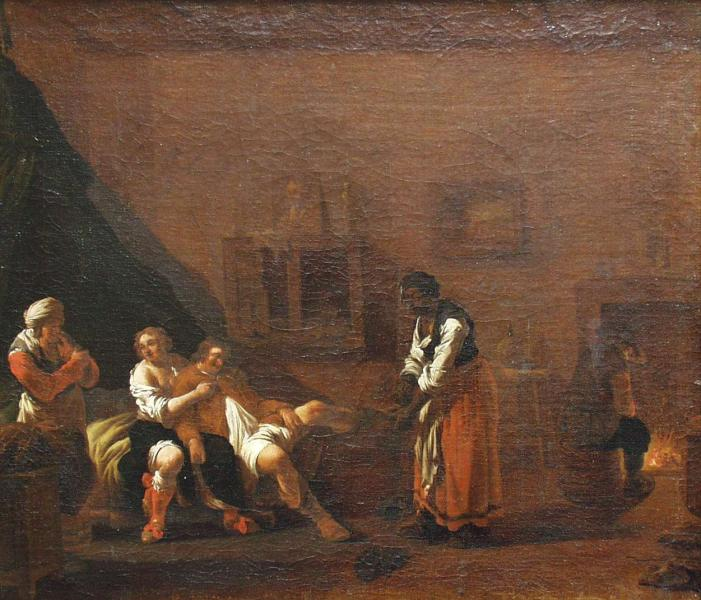
「売春宿の風景」(c.1635)

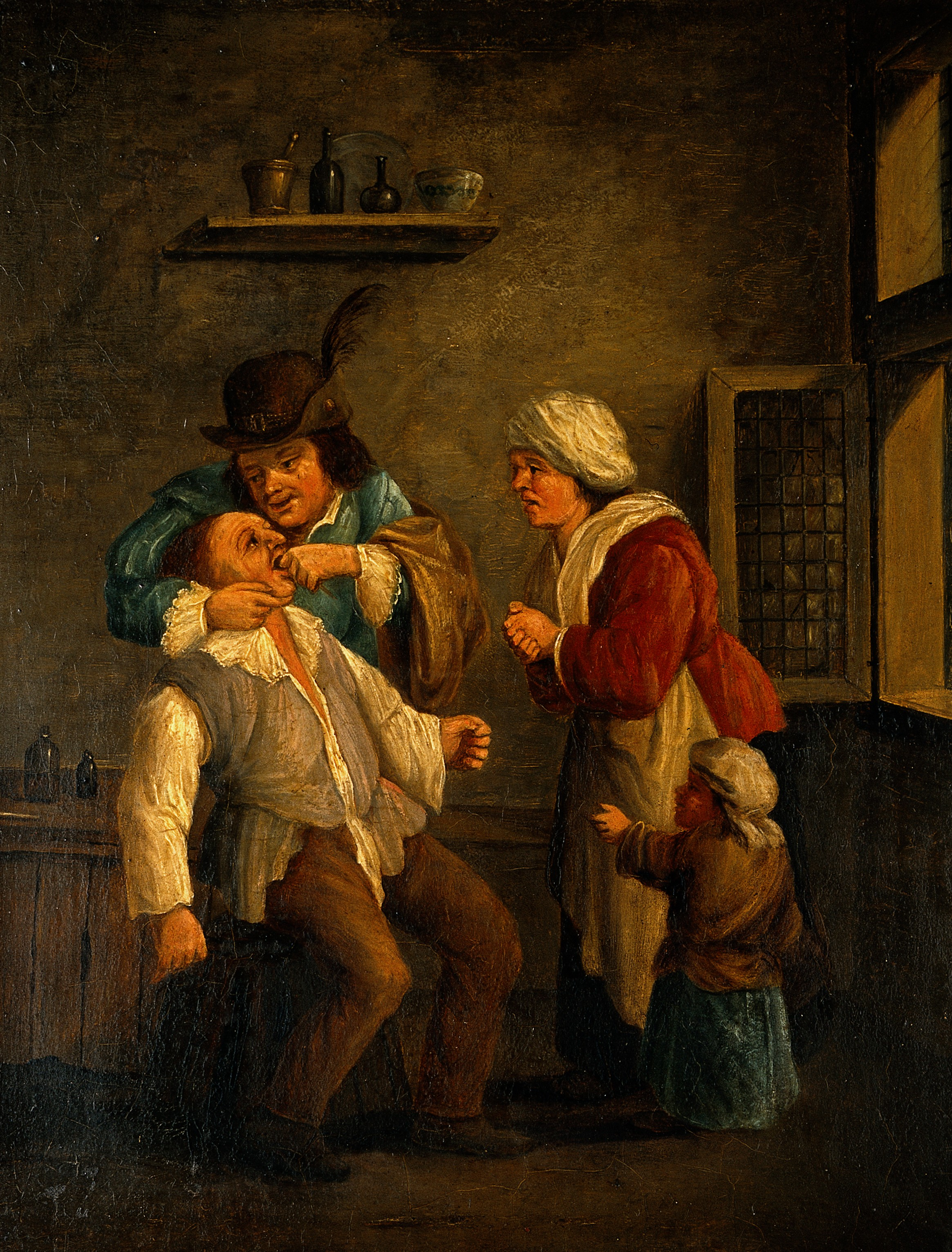
奥歯の抜歯(1634)
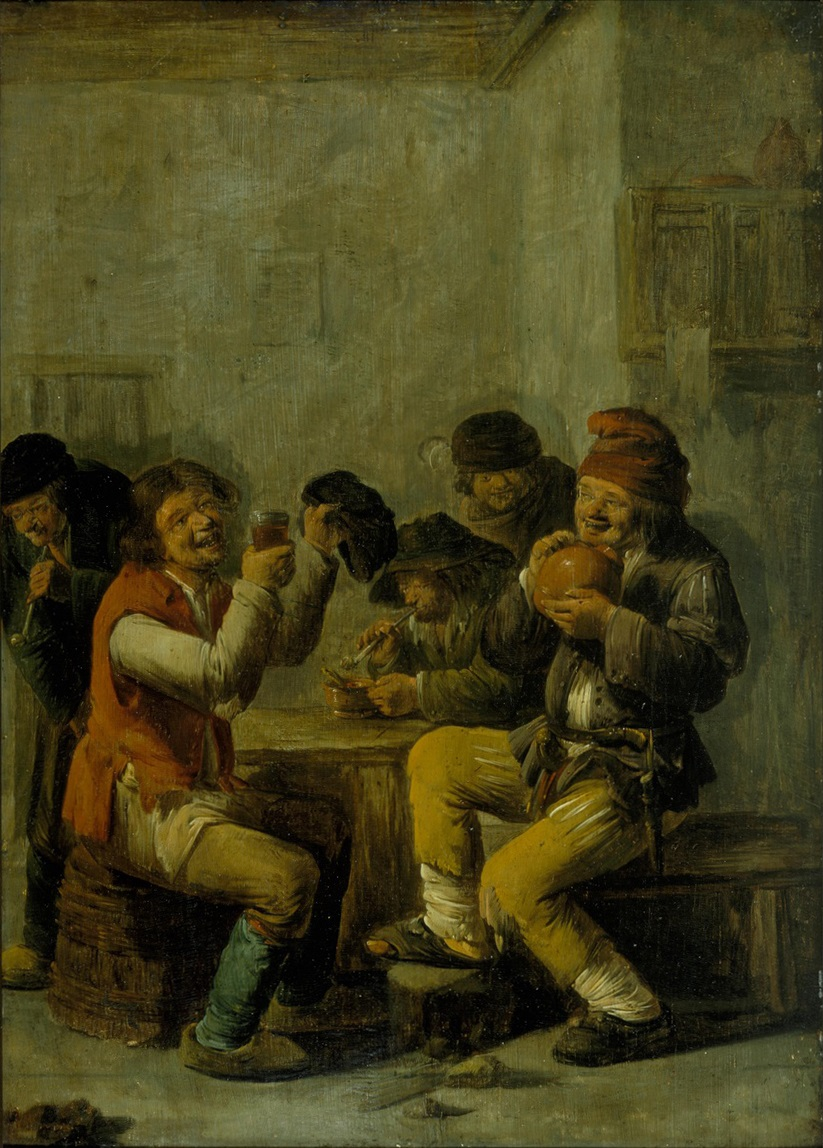
農家の宿
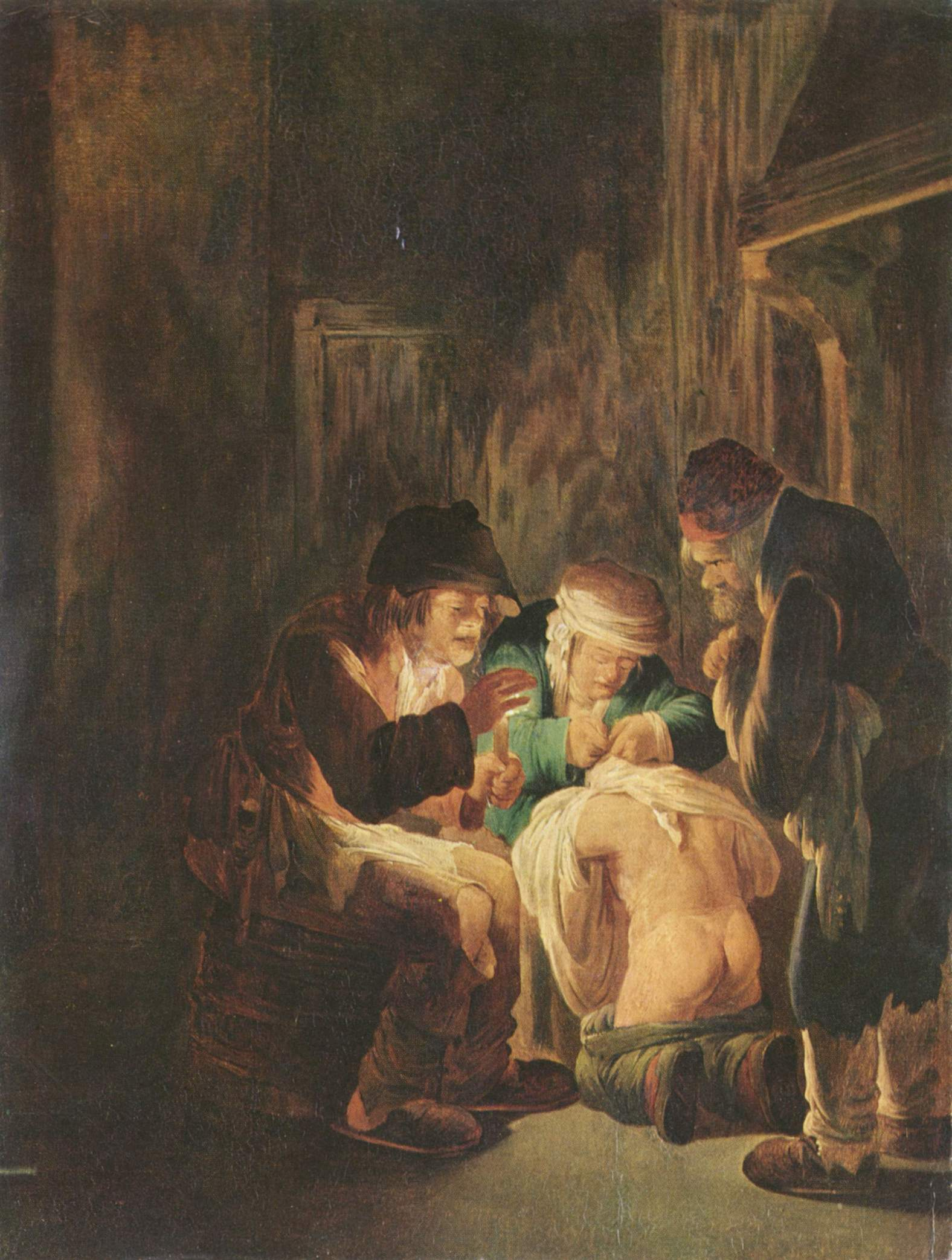
ロウソクの明かりの中での蚤取り
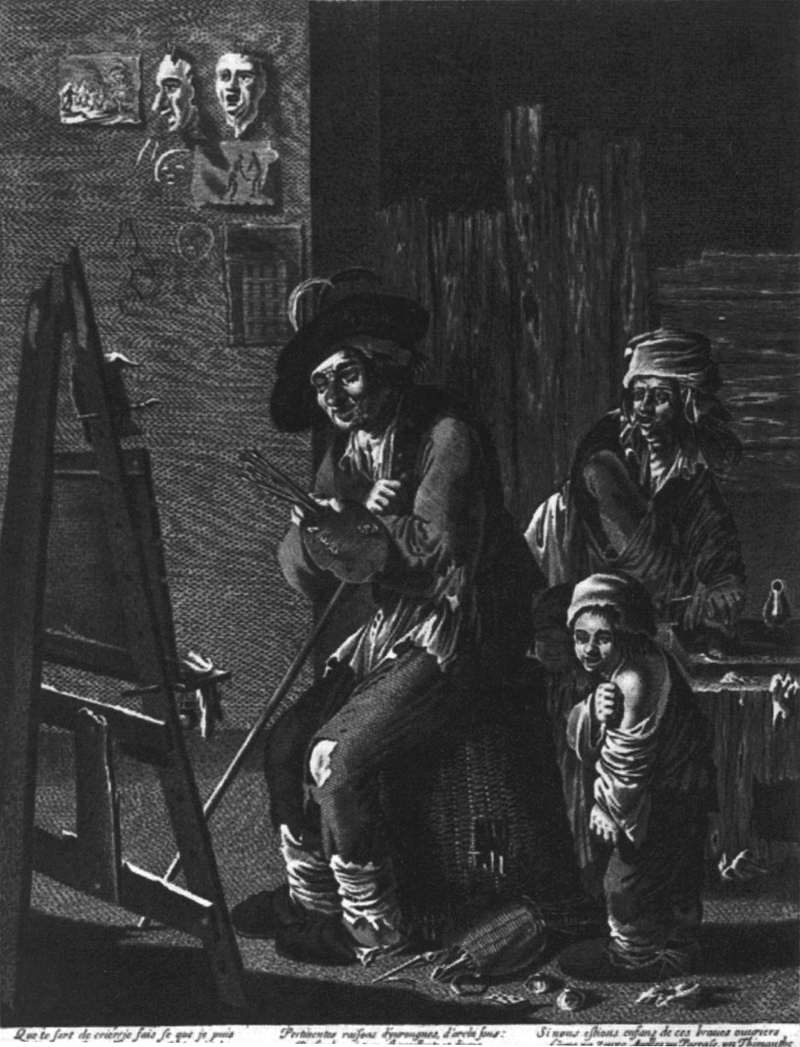
貧乏な画家